# What Happened on Twenty-third Street, New York City
Pour plus de détails, voir Fiche technique et Distribution.
What Happened on Twenty Third Street New York City (Que s'est-il passé à New York sur la 23e rue ?) est un film muet américain, réalisé par Edwin Stanton Porter sorti en 1901.

## Synopsis
« La caméra, plantée sur un trottoir de New York, filme le va-et-vient des piétons. Le spectateur se demande ce qu’elle guette. Un gamin, posté un peu plus loin, se pose apparemment la même question en espionnant à son tour la caméra. Rien de notable ne se passe, une dame se dirige vers nous, bifurque et traverse, un homme hésite et file, le temps passe… Qui attend-on ainsi, ou quoi ? Enfin, notre curiosité reçoit sa récompense. Au loin, dans la profondeur de champ, un couple jeune et bien mis s’avance. Nous les distinguons des autres passants parce qu’ils ne semblent pas vaquer à leur travail, selon toute apparence, ils sont heureux de vivre et de marcher ensemble. Maintenant, ils passent au-dessus de la bouche d’aération du métro que nous remarquons enfin à quelques mètres de la caméra. Sous le puissant souffle souterrain, la robe de la jeune femme se soulève alors et découvre les mollets et les genoux avant d’être rabattue prestement. » La jeune femme éclate de rire et le couple effectue une sortie de champ.

## Fiche technique
- Titre original : What Happened on Twenty-third Street, New York City
- Réalisation : Edwin S. Porter et peut-être George S. Fleming
- Pays d'origine : États-Unis
- Société de production : Edison Manufacturing Company
- Format : Noir et blanc, muet
- Durée : 1 minute et 30 secondes
- Genre : Film érotique
- Date de sortie :  États-Unis : août 1901

## Distribution
- A.C. Abadie
- Florence Georgie

## Analyse
Ce film annonce un demi-siècle auparavant le film de Billy Wilder, Sept Ans de réflexion (1955), quand Marilyn Monroe nous livre l’une de nos images mythiques du septième art où sa robe plissée blanche est soulevée par un même souffle de ventilation du métro de New York.
Mais il est surtout l'une des premières utilisations de la profondeur de champ à dessein humoristique, et même érotique, puisqu'à l'époque, les femmes "honnêtes" se devaient de cacher l'intégralité de leur corps sous des robes longues, tombant jusqu'au sol, et des corsages montés et serrés jusqu'au cou (collet monté). Les avant-bras pouvaient être dénudés, mais les dames du monde préféraient les cacher. Pareillement, les cheveux devaient être enfermés sous des coiffes (capelines des nanties, bonnets ou foulards des femmes du peuple). La fin du plan satisfait donc une attente du public de plus d'une minute pour découvrir les mollets et les genoux de la jeune femme qui s'empresse de rabattre son vêtement. Mais les spectateurs ont eu le temps de ce voyeurisme, bien innocent à notre époque.